# Zwei Stühle

Zwei Stühle junto al río Târnava.

Zwei Stühle (en alemán: "dos sedes"; en rumano: Două Scaune), en ocasiones Zwei Stühle Mediasch und Schelk ("dos sedes de Mediasch y Schelk"), y más arde solo Sede de Mediasch (Mediascher Stuhl) es el término como eran conocidas las regiones históricas de las sedes de Mediasch (sede superior) y Schelk (sede inferior) en el Fundo regio (Königsboden) de Transilvania, así como los distritos judiciales y administrativos de la Universidad sajona de Transilvania.

## Historia

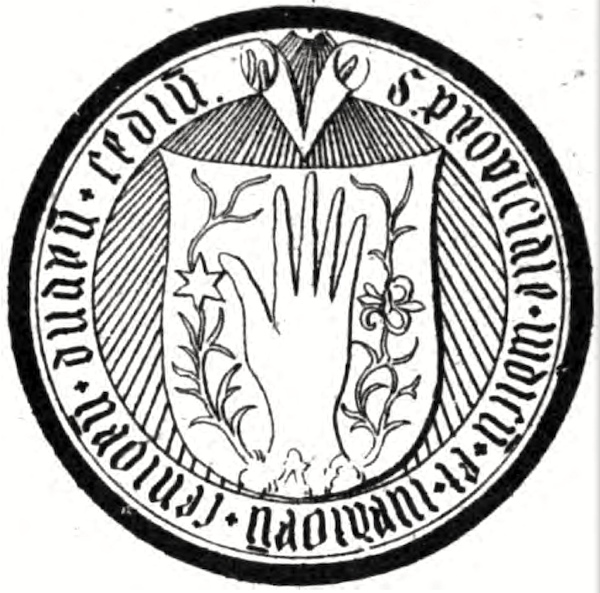
Sello de las Zwei Stühle (1492).

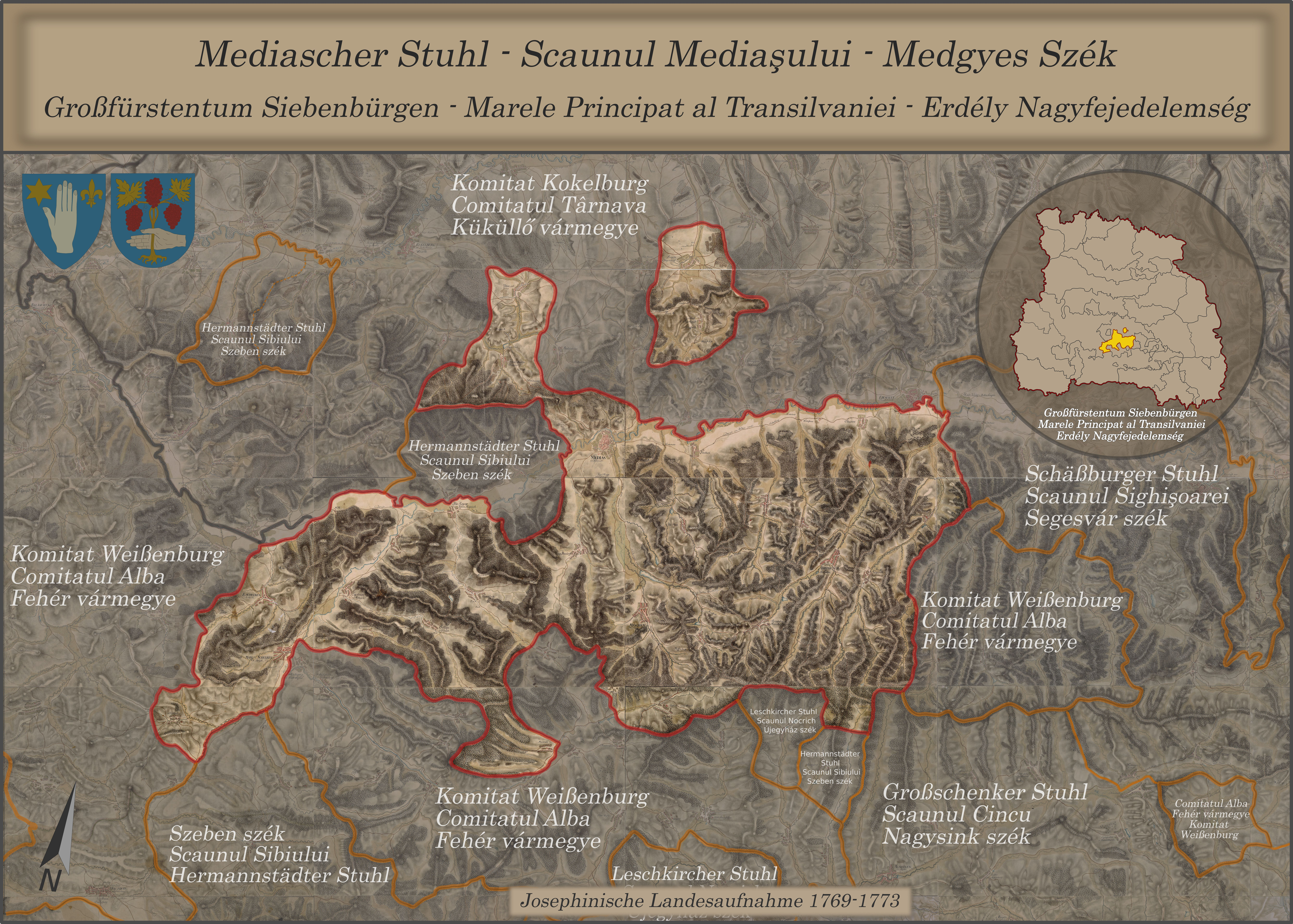
Mapa de la sede de Mediasch en el Registro topográfico josefino, 1769-1773.

Armas de la sede de Mediasch.

Las áreas de las Zwei Stühle, en ese momento todavía condados, fueron pobladas desde mediados del siglo XIII por colonos sajones de Transilvania del Altland de la provincia de Sibiu por migración interna, el asentamiento de sajones en esta región se acredita desde 1200 y 1224. La situación jurídica del territorio de las Zwei Stühle hasta 1315 es controvertida, pues en un documento de 1263, aparecen las aldeas de Ocna Sibiului, Mănărade, Hașag y Nocrich como propiedad de Jula, hijo del ban Ladislao, lo que parece no ofrecer presencia sajona en la región, sino más bien propiedades feudales. Se conoce que algunos campesinos trataron de obtener la libertas Cibiniensis ("libertad de Hermannstadt"), lo que indica que había pueblos que no pertenecían a la sede. Se puede considerar que en 1263 la colonización de este territorio se encontraba en una etapa incipiente o que no había comenzado. Cinco años después de la donación de Jula, en 1268, Nicolas su hijo recibió de Esteban I como regalo los asentamientos de Mediaș, Micăsasa, Furkeschdorf (desaparecido) y Dupuș, localidades que habían pertenecido a su abuelo. Ambas donaciones no especifican nada sobre la población sajona o el fundo regio. El capítulo de Mediaș es mencionado en 1283, una organización eclesiástica que pertenecía a la diócesis de Transilvania, pero sin hacer referencia a la población sajona. Thomas Nagler cree que a pesar de no mencionar a los sajones en estos documentos, es cierto que la organización eclesiástica era sajona considerando su composición: Walter, decano de Alțâna, Johanes de Biertan, Heinrich de Richiș, Peter de Moşna, Adam de Mediaș, Siffridus de Bratei, Heinrich de Șaroș y Theoderich de Copșa Mare.
El rey húngaro Carlos Roberto concedió a “los sajones de Mediasch, Schelk y Birthälm” en 1315 las “mismas libertades” que a los de las Sieben Stühle. En otro documento de 1318, el rey emitió a "los sajones de Mediasch, Marktschelken y Kleinschelken" la heeresfolge y la hospitalidad real contra un pago anual de cuatrocientos marcos de plata. Este privilegio se renovó varias veces más tarde, pero las Zwei Stühle permanecieron bajo la soberanía del conde de los sículos, a quien, sin embargo, se le impusieron jueces electos. En 1322, las aldeas del capítulo Schelk fueron llamadas "nuevas fundaciones" (en latín novella plantatio). El surgimiento de estas novella plantatio se explica por el hecho de que muchas comunidades aldeanas redimieron su libertad a sus antiguos propietarios, lo que asimismo resultó en la reorganización de los decanatos eclesiásticos de Mediasch y Schelk. Después de un levantamiento de los sajones contra el rey Carlos Roberto, entre 1325 y 1329 los condados sajones se reformaron en distritos y sedes, en ese momento las áreas judiciales y administrativas típicas en los grupos de población autónomos. En 1402, Hann Kunz (villicus Cuncz) de Mediasch y el conde de Kleinkopisch (comes de parva Kabaz) Michael obtuvieron del rey Segismundo la exención de las Zwei Stühle de la jurisdicción del conde. A partir de entonces tuvieron libertad para elegir un juez común y "hablar bien, como ocurre en las Sieben Stühle", representación.
En 1487, las Zwei Stühle se fusionaron con la provincia de Sibiu (Sieben Stühle), el distrito de Kronstadt y el distrito de Bistritz para formar la Universidad Nacional Sajona, después de que el rey Matías Corvino extendiera los privilegios de la Carta Dorada a todos los asentamientos libres de los sajones de Transilvania.
Después de obtener los derechos de ciudad en 1534, Mediasch finalmente ganó el predominio en las dos sedes, por lo que se estableció el nombre de sede de Mediasch, que como provincia de Mediasch, era una de las cuatro provincias independientes de la Transilvania Sajona, junto con las de Hermannstadt, Bistritz y Kronstadt. 
Algunos de estos pueblos pasarían al dominio de la familia Apati, como Ighișu Nou, Axente Sever y Valea Viilor.
Después del Compromiso austrohúngaro y la reintegración de Transilvania en el Reino de Hungría, la sede de Mediascher se disolvió en 1876 incorporándose su territorio a los nuevos condados Groß-Kokelburg (Nagy-Küküllő vármegye) y Klein-Kokelburg (Kis-Küküllő vármegye).

## Localidades
En 1359, pertenecían a las sede de Mediasch Almen, Baaßen, Birthälm, Bogeschdorf, Bußd, Eibesdorf, Furkeschdorf, Großkopisch, Hetzeldorf, Kirtsch, Mediasch, Meschen, Nimesch, Pretai, Reichesdorf, Scharosch, Tobsdorf, Waldhütten, Weißdorf y Wölz.
A la sede de Schelk pertenecían en 1510 Arbegen, Frauendorf, Haschagen, Kleinkopisch, Kleinschelken, Mardish, Marktschelken, Schaal y Wurmloch.